# الحسين بن أحمد الزوزني
أبو عبد الله الحسين بن أحمد بن الحسين الزوزني(…- 486 هـ = …- 1093 م)، هو كاتب ولغوي ونحوي وفقيه وشاعر فارسي عاش في القرن الخامس الهجري.

## سيرته
ولِدَ الحسين بن أحمد بن الحسين في بلدة زوزن، ويُنسَب إليها، وتاريخ ميلاده مجهول. لا يُعرَف شيء مفصل من حياة الزوزني سوى تولِّيه القضاء في زوزن، ويُرجَّح أنَّه لم يغادر مسقط رأسه. ويظهر من مؤلفاته أنَّه كان واسع المعرفة، وألَّف عدداً من المصنفات بلغته الأم الفارسيَّة إضافة إلى مؤلفات باللغة العربية، واشتهر على وجه الخصوص بأحد مؤلفاته العربية الذي شرحَ فيه المعلقات السبع. تُوفِّي الحسين بن أحمد الزوزني في سنة 486هـ.

## مؤلفاته
تُنسَب إليه المؤلفات التالية:
- «شرح المُعلَّقات السبع» (مطبوع، وهو أشهر مؤلفاته، وطبع في العصر الحديث أكثر من 23 طبعة).
- «ترجمان القرآن» (مخطوط، كتبه بالعربية والفارسية).
- «كتاب المصادر» (محطوط، في علم اللغة).
- «شرح بائية ذي الرمة» (مُختَلف في نسبته إليه).
- تُنسَب إليه أشعار.